# Alexander König (Fabrikant)
Alexander Claus König (* 7. März 1873 in Wandsbek; † 14. Januar 1928 in Lübeck) war ein Fabrikant, der sich im Industrie- und Bankwesen der Hansestadt verdient gemacht hat.

## Leben
Am 18. März 1868 erließ die preußische Regierung aufgrund der Missstände im Schlachtgewerbe und der weiten Verbreitung der Trichinose das Gesetz über die „Errichtung öffentlicher, ausschließlich zu benutzender Schlachthäuser“, das sogenannte „Schlachtzwanggesetz“, das den Bau von kommunalen Schlachthäusern fördern und das anschließende Verbot privater Schlachtereien ermöglichen sollte. Nach der Gründung des Deutschen Reiches beschloss der Senat des nun zugehörigen Gliedstaates Lübeck 1871 dessen Gültigkeit auf sich auszudehnen. Die auf den Beschluss folgende Auseinandersetzung zwischen dem Senat und Innung verzögerte jedoch dessen Umsetzung 1883. per Erlass des Lübsche Schlachtzwanggesetz im Jahre 1883.
Der Senat erließ 1884 per Erlass des Lübsche Schlachtzwanggesetz und entschied durch Rats- und Bürgerbeschluss nach den Plänen von Ferdinand Herman Arnold Münzenbergers den ersten Lübecker Schlachthof auf der Roddenkoppel zwischen der Schwartauer Allee und Catharinenstraße zu errichten. Die bisher privat betriebenen Küterhäuser an der Wakenitz und dem Krähenteich mussten geschlossen werden.
Die Lage des Allgemeinen Schlachthofs wurde so gewählt, dass das Schlachtvieh per Viehtrieb über die Triftstraße, per Eisenbahn aus Holstein und per Schiff von Fehmarn oder aus Dänemark und Schweden kam. Gegenüber dem Wallhafen wurde auf der noch unbefestigten Seite der Roddenkoppel eine Kaianlage mit Viehhof, St. Lorenz-Platz, errichtet. Eine Triftstraße führte über die Gleise der Lübeck-Büchener Eisenbahn, ab 1892 Hafenbahn, und die der Eutin-Lübecker Eisenbahn auf die Catharinenstraße und dort in die Schlachthof-Straße. An der Catharinenstraße befanden sich Schlachthaus und die Viehmarkthalle.
Nach Verschärfung des Reichsseuchengesetzes im Jahr 1894 war importiertes Vieh zunächst in Quarantäne zu halten. Hinter den Gleisen der wurde deshalb 1895 am Viehtrift eine Quarantänestation errichtet.
Der Schlachthof sollte sich als die einzig derartig vernetzte Anlage zu dem größten Unternehmen seiner Art im Deutschen Reich und im gesamten Ostseeraum entwickeln. Die Einheit von Hafen, Eisenbahn, Schlachthof und ab 1912 Kühlhaus war zu dieser Zeit sowie beide Weltkriege hindurch für die Versorgung Deutschlands und auch für die wirtschaftliche Prosperität der Stadt bedeutend.

### Laufbahn
Zur Weiterverarbeitung von Schlachtabfällen in Form von Talg und Fettgewebe siedelte sich die 1891 von Johannes Carstens und Stephanus Christian Heinrich Hölterling gegründete Dampf-Talgschmelz- und Speisefettfabrik „Carstens & Hölterling“. am Allgemeinen Schlachthof unter der Schwartauer Allee 70/70a an.
Aufgrund eines 1926 erlassenen Importverbots von Lebendvieh wurde in den Jahren 1928/29 unmittelbar angrenzend ein Seegrenzschlachthof, dessen Gebäudekomplex am 1. Oktober 1929 in Betrieb genommen wurde, errichtet. Heute steht dieser, wie die Fabrik, leer und ist dem Verfall preisgegeben. Als einzig erhaltenen Seegrenzschlachthof Deutschlands wurde dessen Ruine 2016 unter Denkmalschutz gestellt.
Als Carstens 1895 aus der Firma schied, trat auf seinen Wunsch hin sein Neffe, der Kaufmann Alexander König, als Teilhaber an dessen Stelle in die Firma ein und wurde, nachdem auch Hölterling 1899 aus der Firma schied, deren Inhaber. Da Weitblick und Zuverlässigkeit zu seinen ausgeprägten Eigenschaften zählten, entwickelte sie sich zu einem Fachgeschäft deren Produkte waren weit über die Staatsgrenzen hinaus bekannt. Die Firma wurde dann von seinem Sohn, Ernst-Ludwig König übernommen, der sie bis zu seinem Tode 1966 als Inhaber führte.
König lernte den Viehhändler Christian Carl Heinrich Hamann kennen. Als Hamann die Villa veräußern wollte, erwarb sie sein Schwiegervater und die gesamte Familie bezog 1898 die Arnimstraße 23 in Lübeck. Noch heute liest man an dem Haus: „Wer sich Achtung erwerben will, Darf nicht halten die Hände still.“
Familie König bezog 1900 in die Catharinenstraße 21, 1902 in die Schwartauer Allee 16a, 1903 in die Schwartauer Allee 22a, 1904 in die Hansastraße 9, 1908 in die Hansastraße 15 und zum 1. April 1909 zurück in die Schwartauer Allee. Seine Wohnung lag in dem Haus Nr. 67 gegenüber der Schlachthof-Straße. Mit dem Tod Marthas Mutter wandelte sich deren Haus, zunächst zum Sommerhaus. Während des Weltkrieges verlegte Martha mit ihren Kindern den Wohnsitz von der Fabriknähe in das Haus. Im Jahr nach dem Kriege verzog auch König dorthin.

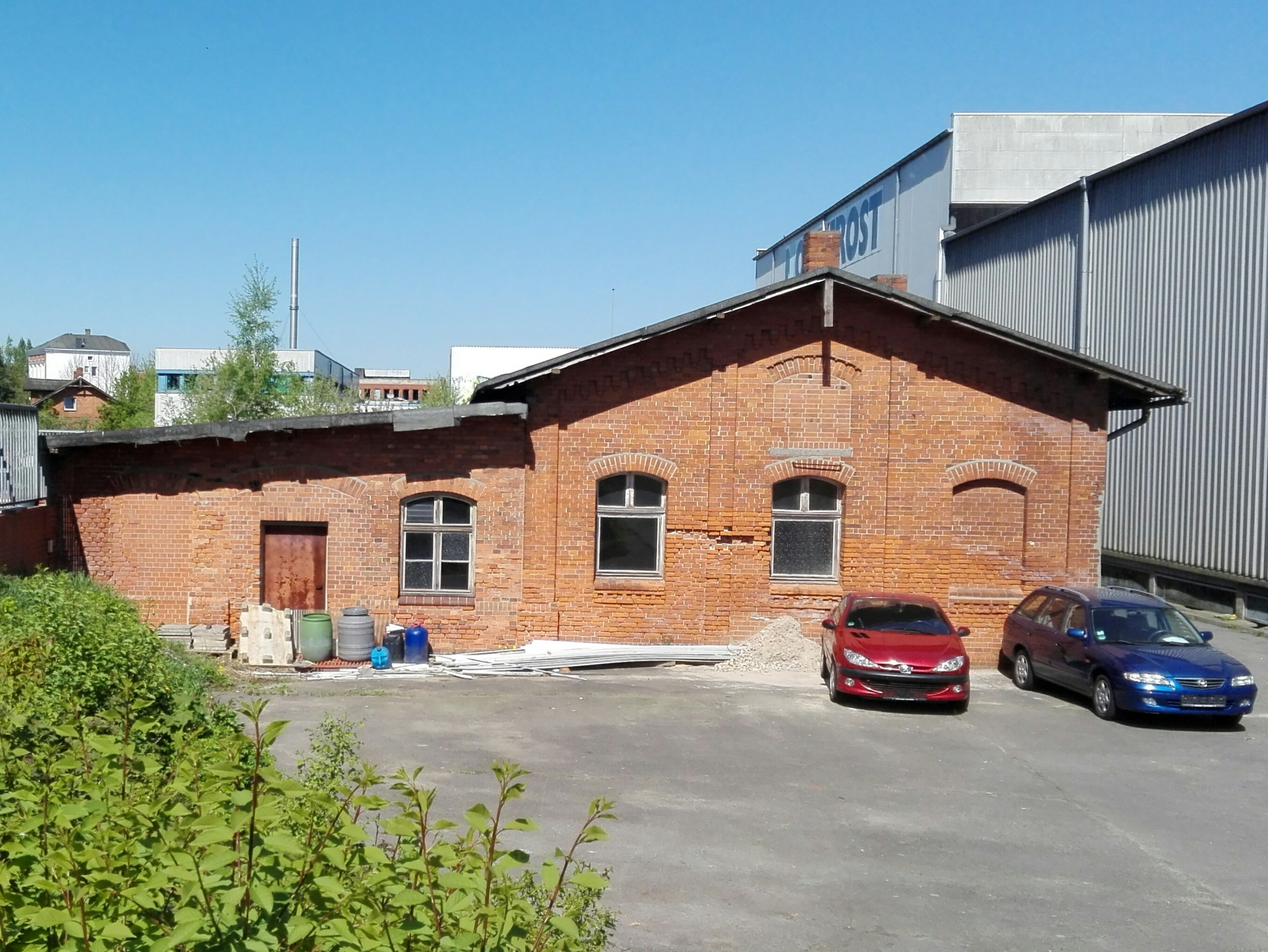
ehem. Fabrikgebäude
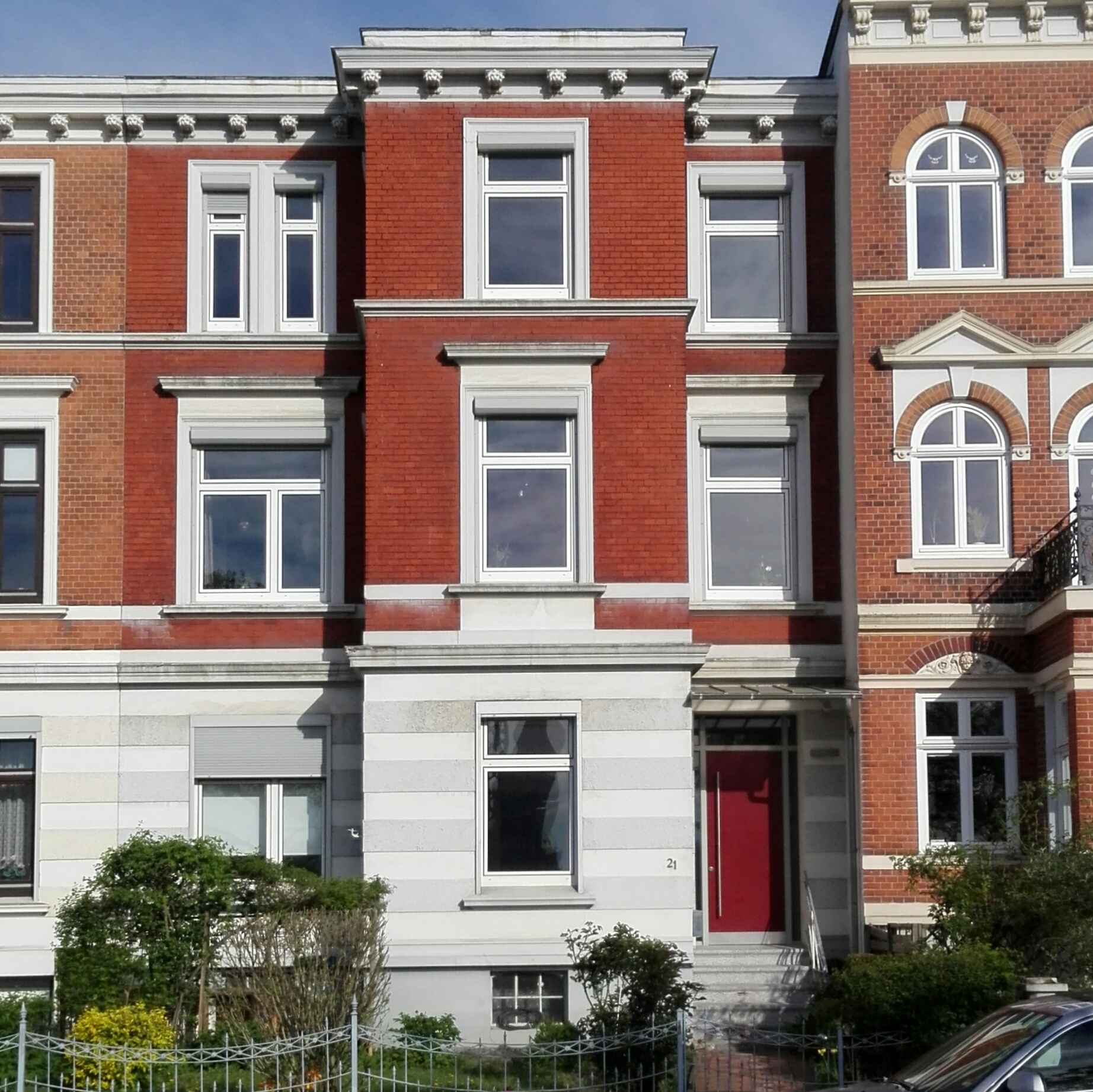
Catharinenstraße 21
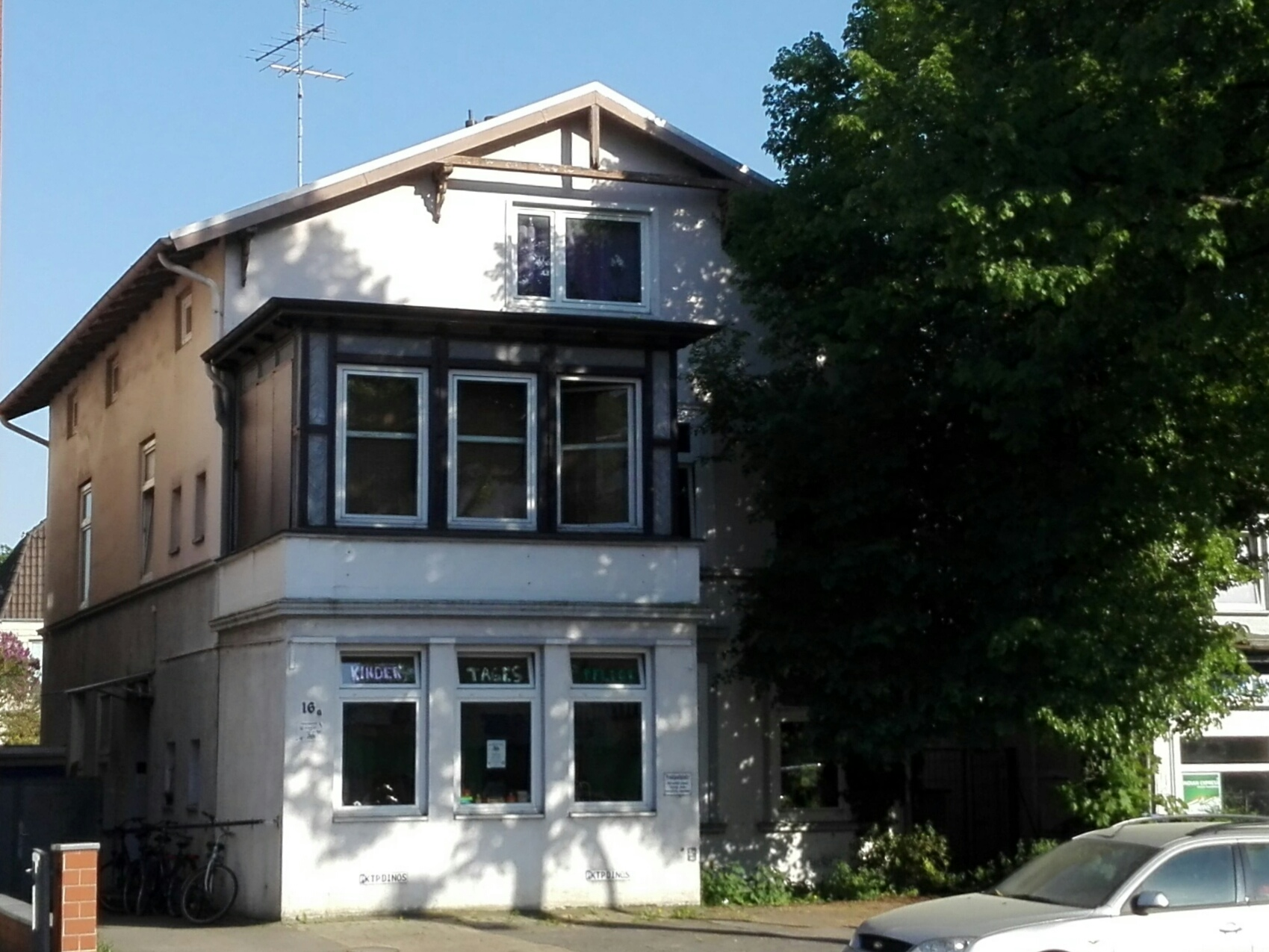
Schwartauer Allee 16a
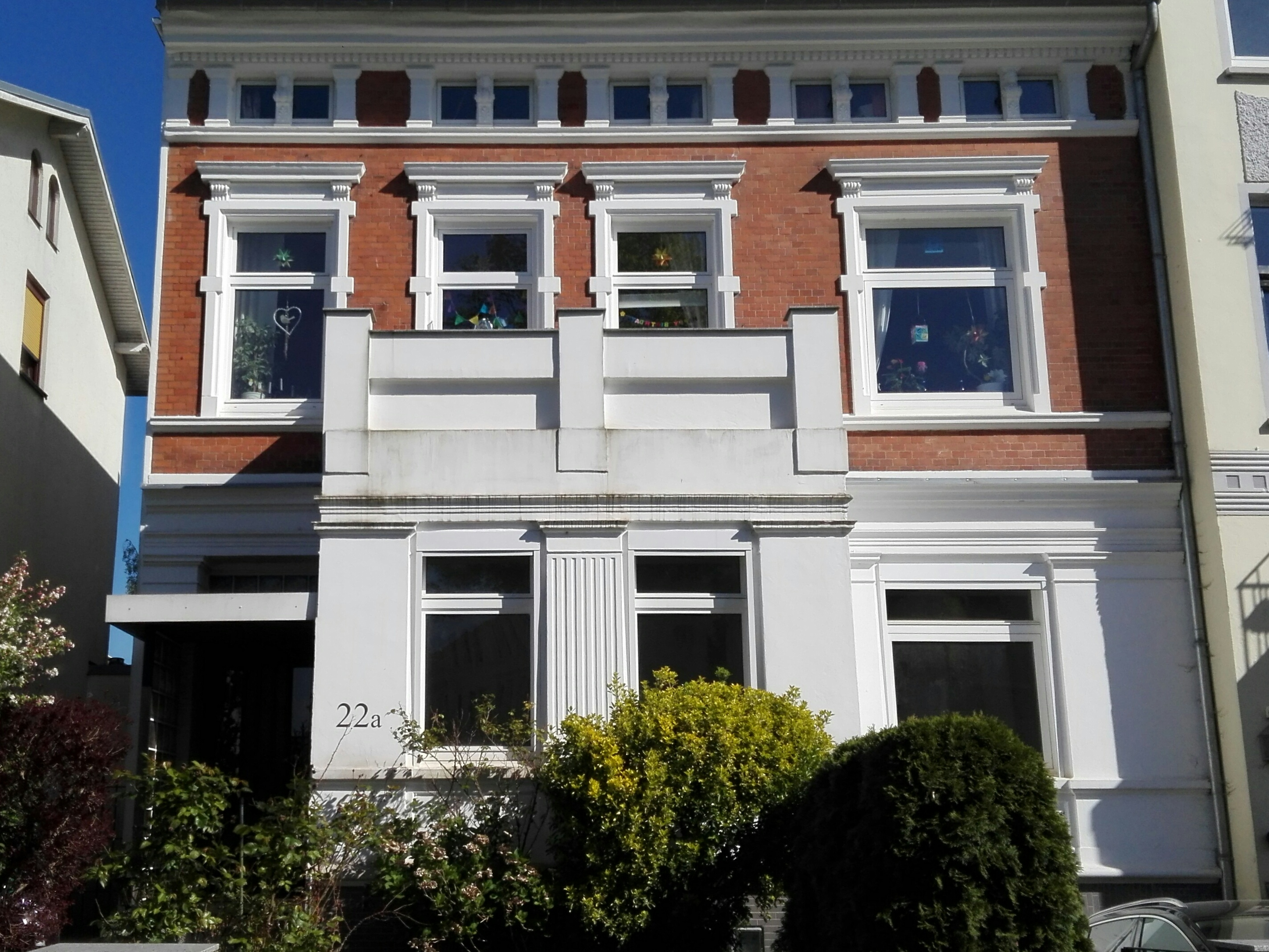
Schwartauer Allee 22a
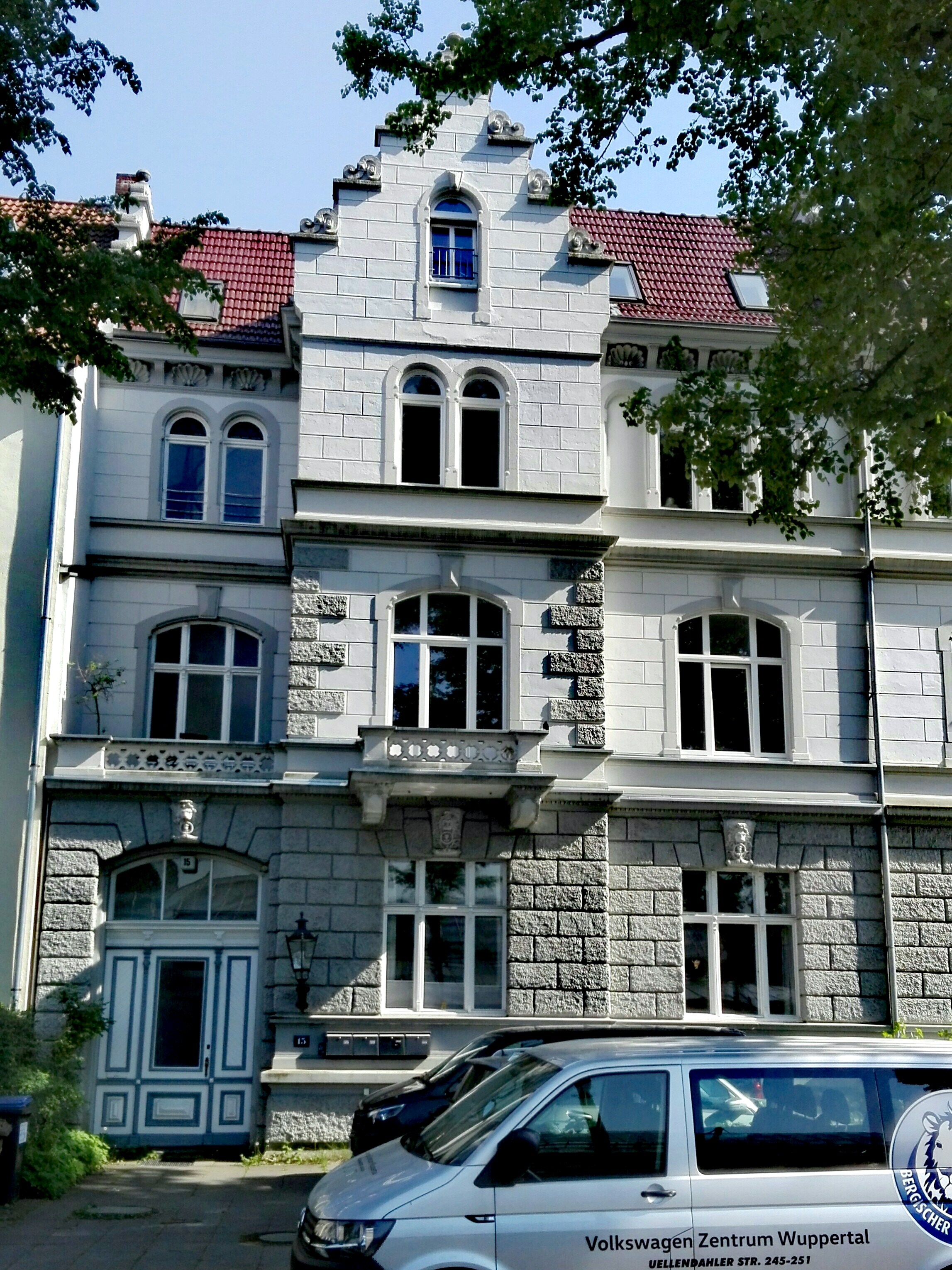
Hansastraße 15
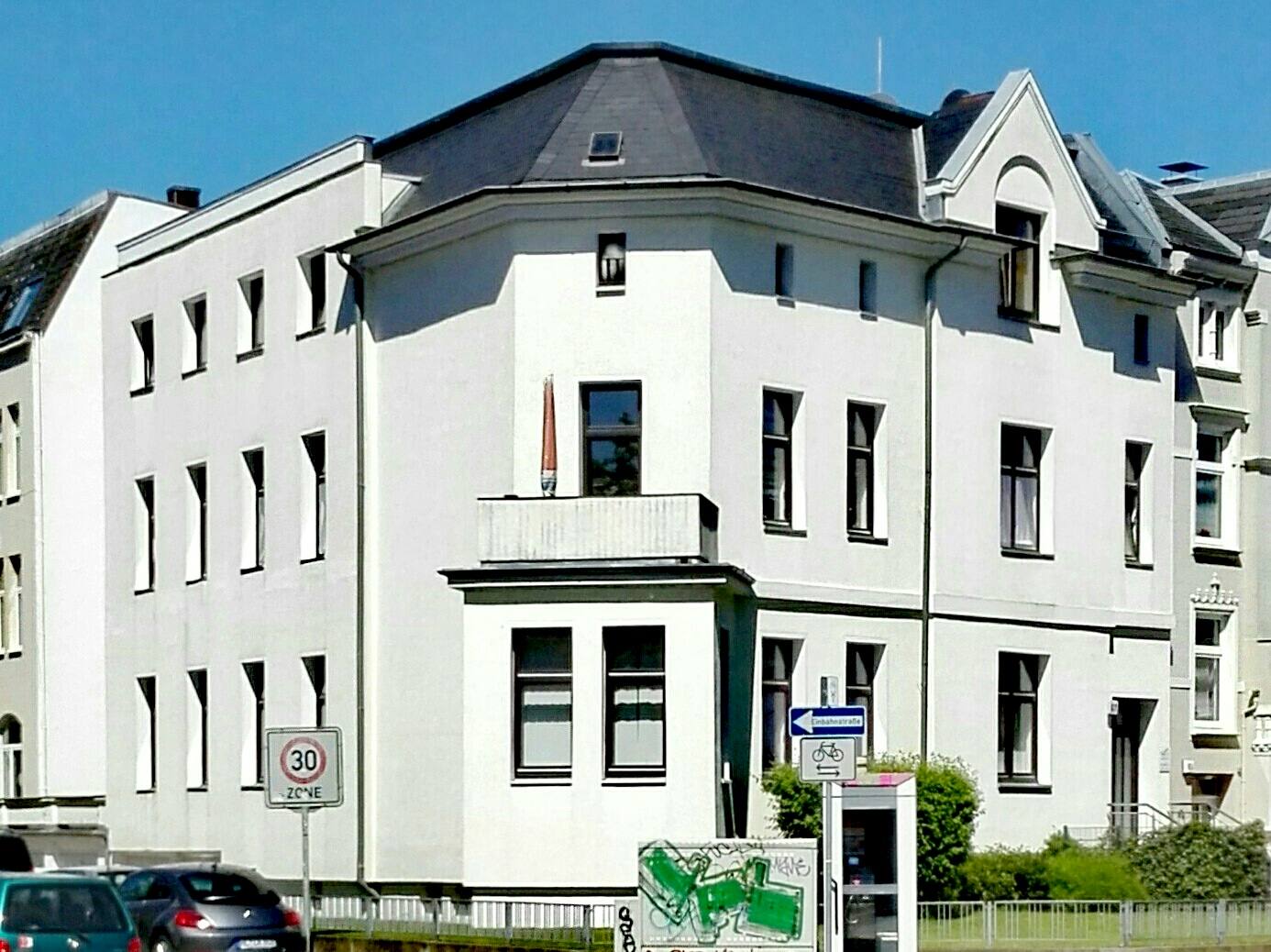
Schwartauer Allee 67
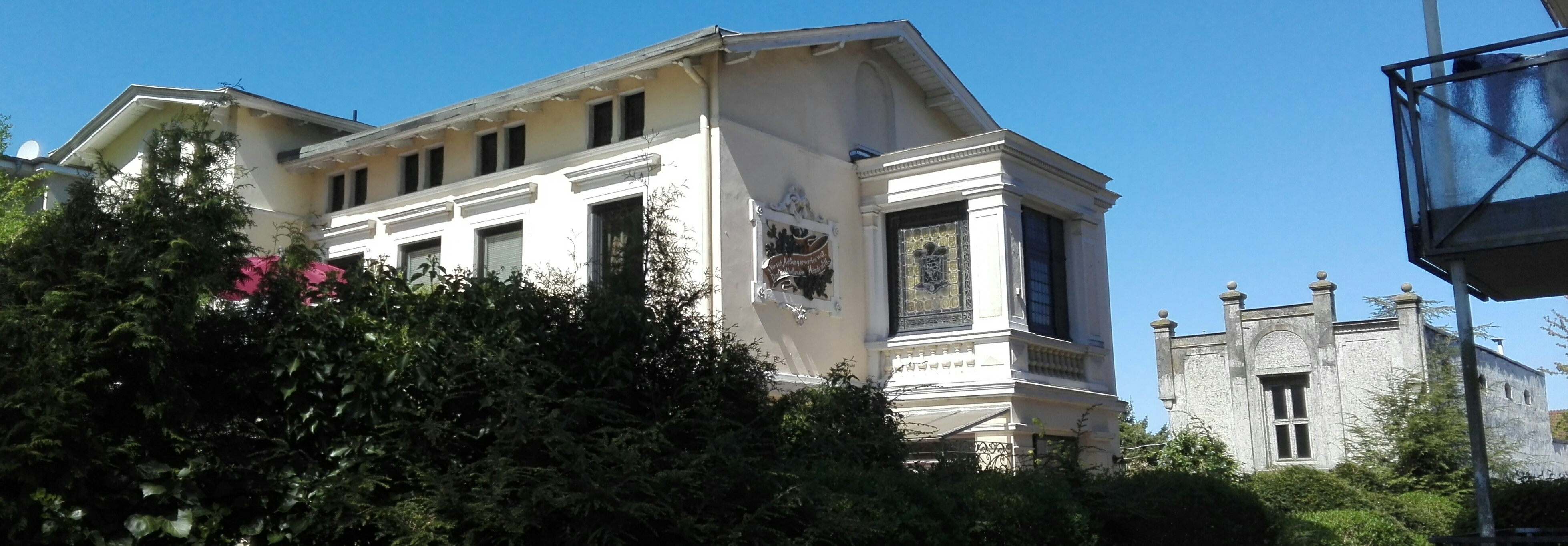
Arnimstraße 23

Seine Eigenschaften ließen König auch außerhalb seiner Firma in angesehenen industriellen und kaufmännischen Unternehmungen aktiv sein. So war er Vorsitzender des Aufsichtsrats der Moll Aktiengesellschaft und acht Jahre als Aufsichtsratsvorsitzender für die Vorschuß- und Sparvereinsbank tätig. Zudem war er Mitglied in den Aufsichtsräten der Hochseefischerei Aktiengesellschaft „Trave“, der Fischindustrie Heinr. Ihde Nachfl. GmbH und der Schlutuper Kistenfabrik.
Am Abend des 14. Januar 1928 erlitt König gegen 7 Uhr einen Schlaganfall und verstarb. Seine Beisetzung fand am 19. auf dem Burgtorfriedhof statt.

### Lübeckische Müllabfuhr

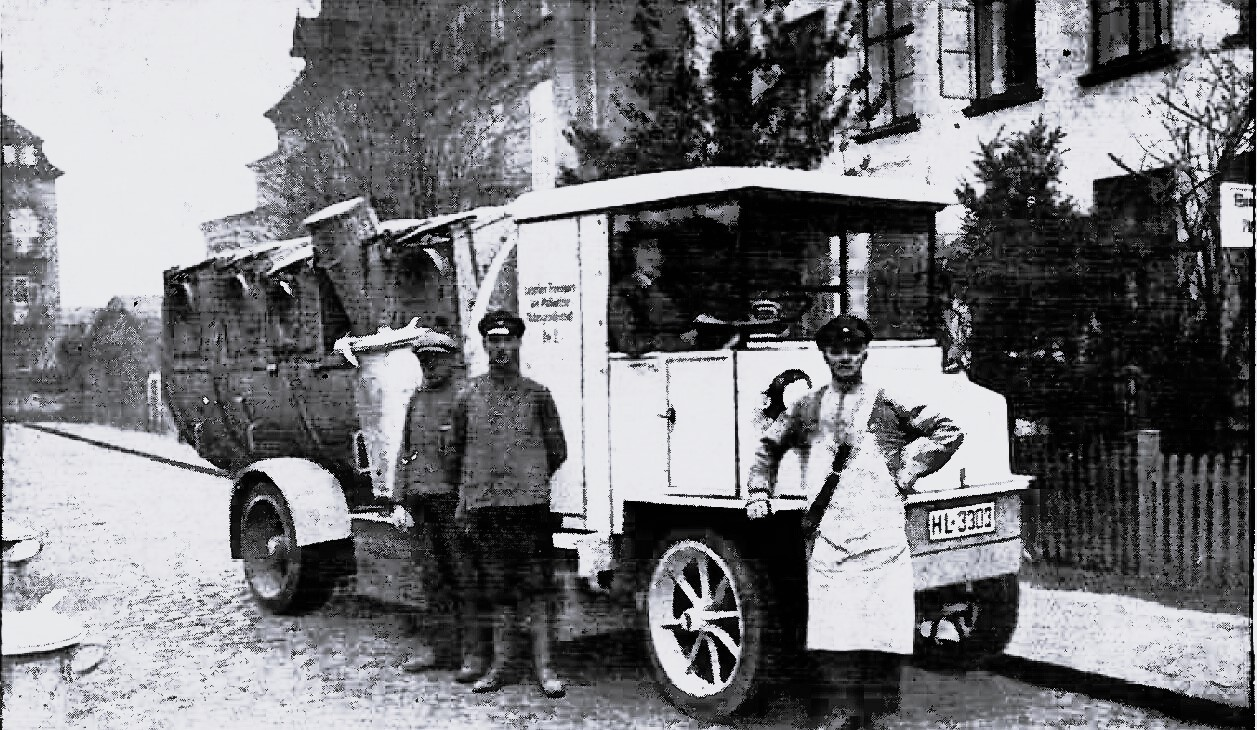
Müllabfuhr in Lübeck

Nach dem Erkennen der Lebensfähigkeit eines von ihm als gut befundenen Unternehmens trat König, gleich ob er sich damit den Angriffen von links oder rechts aussetzte, als dessen Mäzen auf. Ein Beispiel hierfür war das Zustandekommen der Transport- und Müllabfuhr-Aktiengesellschaft, Lübeck, dass ihn danach in seinen Aufsichtsrat berief, im Jahre 1926. In der lübeckischen Müllbeseitigung gilt er als ideengebender Begründer. Ende 1927 wurde die bislang von den Gärtnern im Nebenberuf ausgeführte Abfuhr von Müll und Fäkalien auf eine zeitgemäße Basis gestellt. Die großen Röhren gleichenden elektrischen Müllabfuhr-Automobile (Tankwagen) fuhren sie nun staubfrei und geruchslos ab. Der Müll wurde zu deren Aufhöhung auf die tiefliegenden Lohmühlenwiesen gefahren, die Fäkalien verblieben den Gärtnern zur Düngung ihrer Ländereien. Die Zeitungen begründeten den Vorwurf, dass die Hansestadt deswegen so lange mit der Anpassung seiner Müllabfuhr an die hygienischen und technischen Forderungen gewartet hätte, seinerzeit mit dem Vorteil, dass sie jetzt tatsächlich auf derselben Höhe, wie die auf diesem Gebiet fortgeschrittensten Großstädte wäre.

### Familie

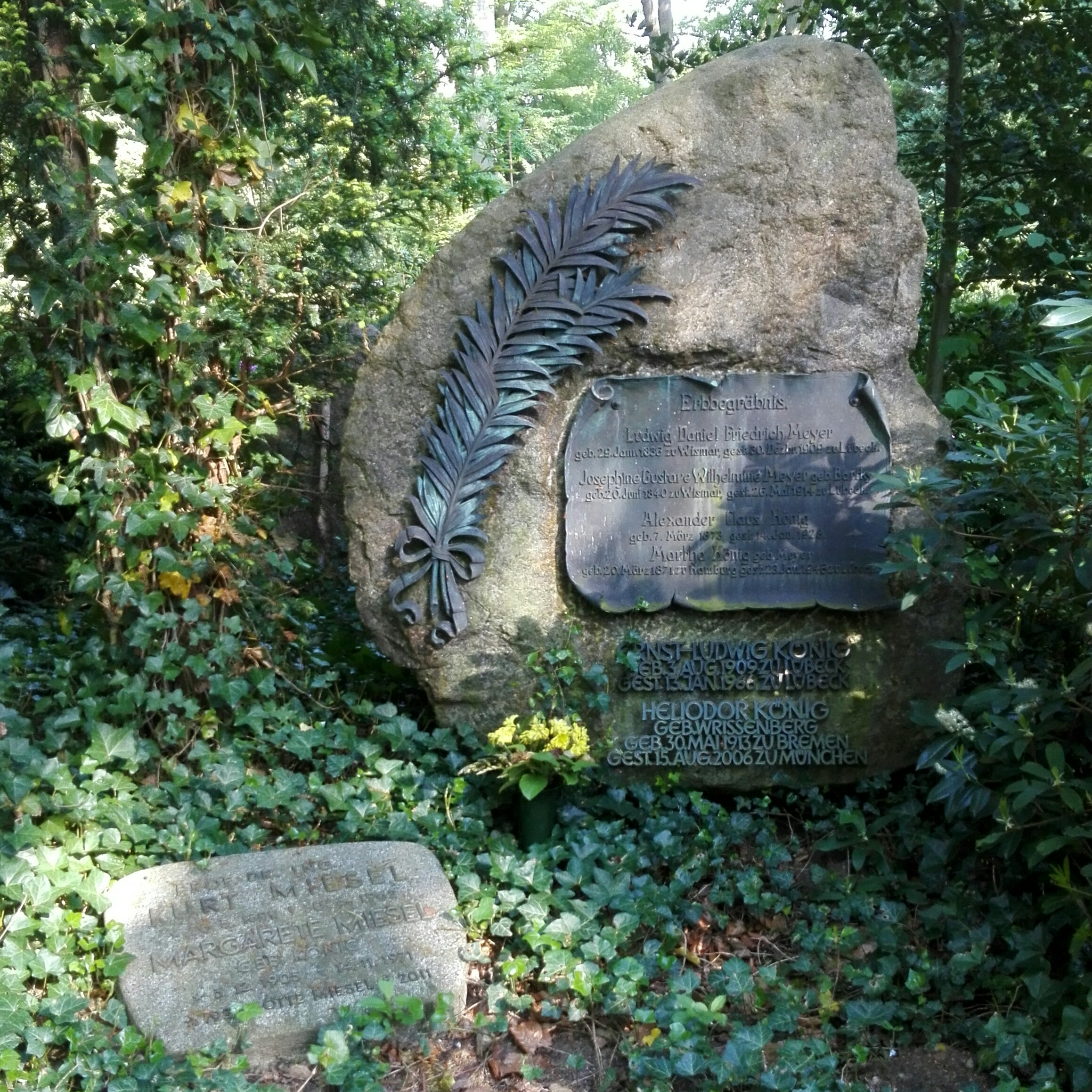
Familiengrab

König war mit Martha, geborene Meyer, (* 20. März 1873; † 23. Januar 1948) in Hamburg verheiratet worden. Aus der Ehe gingen drei Kinder hervor.
- Ernst-Ludwig, (3.8.1909– 13.1.1966) verheiratet mit Heliodor König, geb. Wrissenberg (30.5.1913 – 15.8.2006)
- Margarethe Miesel geb. König, (1905–1971)
- Anneliese Sattler geb. König